# Fritz Beyle
Friedrich Wilhelm Rudolph Beyle (* 29. Januar 1899 in Hamburg; † 11. Oktober 1997 ebenda) war ein deutscher Gewerbemaler.

## Leben
Fritz Beyle, der früh als begabt im Zeichnen, Malen und Werken galt, wuchs in einer alten Lehrerfamilie in Hamburg auf. Er verließ die Schule mit Selekta und absolvierte eine Ausbildung zum Dekorationsmaler. Nach der Gesellenprüfung 1917 leistete er Militärdienst und studierte an der Hamburger Landeskunstschule. Anschließend arbeitete er für Gustav Dóren, der in Hamburg eine renommierte Dekorationsfirma unterhielt. Beyle nahm an mehreren Ausstellungen teil, wirkte an Ausstattungen mit und erstellte Wandgemälde. 1933 übernahm er die Leitung des Ateliers C. A. Meyer und arbeitete gleichzeitig selbstständig.
Von 1935 bis 1964 leitete er eine neugegründete Meisterschule des Malerhandwerks in Altona, ab 1940 als deren Fachschuldirektor. Die Lehrpläne der Einrichtung hatte er selbst ab 1932 erstellt. Beyle legte immer Wert auf eine handwerkliche Grundausbildung und versuchte, das Verständnis von Architektur zu verbessern. Er unterrichtete Bauformenlehre, Stilgeschichte und Raumgestaltung. Nach dem Ende des Zweiten Weltkriegs hatte er wesentlichen Anteil am Wiederaufbau der Einrichtung. Ab 1950 lehrte er in der Lehrerausbildung des Pädagogischen Instituts der Universität Hamburg das Wahlfach Bildendes Gestalten. Außerdem erstellte er Wandtafeln für Schulbuchverlage, die im Geschichtsunterricht genutzt wurden. Beyle, der sich eine verständliche und pädagogisch suggestive Zeichenweise angeeignet hatte, entwarf auch Illustrationen für Schulbücher.

## Wirken im Heimatschutz
Fritz Beyle engagierte sich ab 1962 ehrenamtlich im neu gegründeten Verein „De Spieker – Gesellschaft für Heimatpflege und Heimatforschung in den Hamburgischen Walddörfern“, der das Museumsdorf Volksdorf betreibt. Fritz Beyle hatte am Erhalt der Bauwerke und der inhaltlichen Arbeit im Museum und Kulturzentrum entscheidenden Anteil. Er arbeitete bis ins hohe Alter handwerklich-technisch, aber auch didaktisch und gestalterisch für diese Kultureinrichtung.

## Werke
Fritz Beyle schuf insbesondere Wandmalereien und gestaltete Innenräume in privater und öffentlicher Hand, darunter Schulen, Ämter, Hotels, Restaurants, Kirchen, Kliniken, Luftschutzbunker und Schiffe. Nahezu alle Werke wurden während des Zweiten Weltkriegs zerstört oder durch Umbaumaßnahmen entfernt. Bis heute vorhanden sind Entwürfe und Originalkartonagen, Skizzen, Modelle, Grafiken und Aquarelle, die landschaftliche Motive zeigen. Zu sehen ist, dass Beyle realistisch und für pädagogische Zwecke geeignet zeichnete. Viele Werke befinden sich im 1984 eröffneten Deutschen Maler- und Lackierermuseum mit Sitz in Hamburg-Billwerder, das Beyle seinerzeit mitgegründet hatte.
1929 legte er seinen 800 m² großen Reformgarten in Volksdorf mit Atelierhaus an, Haus Garten und Atelierhaus stehen unter Denkmalschutz.